# Brzeziny (gemeente in powiat Brzeziński)
De gemeente Brzeziny is een landgemeente in het Poolse woiwodschap Łódź, in powiat Brzeziński.
De zetel van de gemeente is in Brzeziny.
Op 31 december 2004, telde de gemeente 5231 inwoners.

## Oppervlakte gegevens
De gemeente heeft een oppervlakte van 106,37 km², waarvan:
- agrarisch gebied: 74%
- bossen: 21%

De gemeente beslaat 29,7% van de totale oppervlakte van de powiat.

## Administratieve plaatsen (sołectwo)
Adamów, Bielanki, Bronowice, Buczek, Dąbrówka Duża, Dąbrówka Mała, Eufeminów, Gaj, Gałkówek-Kolonia, Grzmiąca, Helenów, Jaroszki, Jordanów, Kędziorki, Małczew, Marianów Kołacki, Paprotnia, Poćwiardówka, Polik, Przanówka, Przecław, Rozworzyn, Syberia, Szymaniszki, Teodorów, Tworzyjanki, Witkowice, Zalesie.

## Overige plaatsen
Bogdanka, Helenówka, Henryków, Ignaców, Jabłonów, Janinów, Marianów Kołacki, Michałów, Pieńki Henrykowskie, Rochna, Sadowa, Stare Koluszki, Strzemboszowice, Ściborów, Tadzin, Żabiniec

## Aangrenzende gemeenten
Andrespol, Brzeziny, Koluszki, Nowosolna, Rogów, Stryków